# Paulo Afonso
Paulo Afonso, amtlich portugiesisch Município de Paulo Afonso, ist eine Stadt im Norden des brasilianischen Bundesstaates Bahia. Die Bevölkerungszahl wurde zum 1. Juli 2019 auf 117.782 Einwohner geschätzt, die auf einer Gemeindefläche von rund 1545,2 km² leben und Paulo-Afonsinos genannt werden. Die Bevölkerungsdichte beträgt rechnerisch 67 Personen pro km², über 86 % konzentrieren sich jedoch auf den urbanen Kern. Sie steht an 15. Stelle der 417 Munizips des Bundesstaates. Die Entfernung zur Hauptstadt Salvador da Bahia beträgt 434 km.

## Geschichte

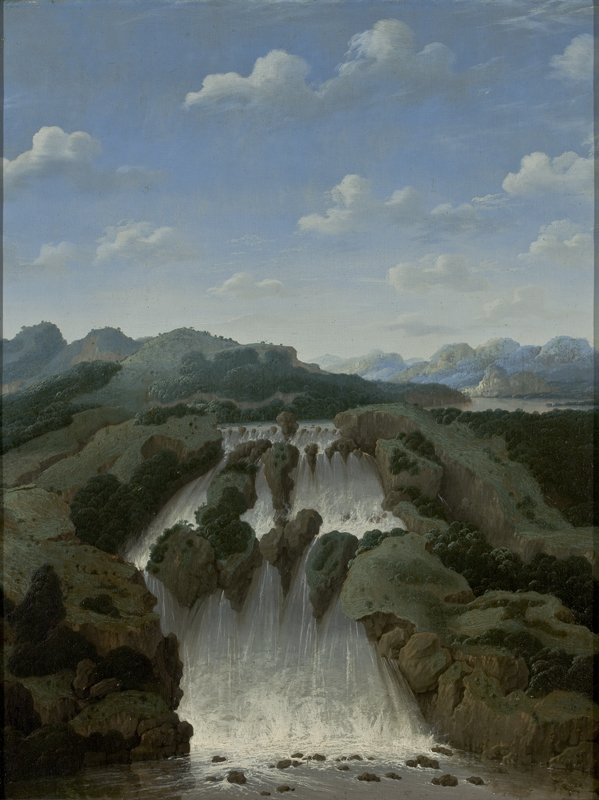
Cachoeira de Paulo Afonso, Gemälde von Frans Post, 1649

Der Sertanista und Landerkunder Paulo Viveiros Afonso hatte 1725 den Grundstein gelegt. Der Ort, der der größeren Gemeinde Glória unterstand, erhielt am 28. Juli 1958 Selbstverwaltungsrechte als Munizip. Sie ist der Sitz des römisch-katholischen Bistums Paulo Afonso.
Hier befindet sich bei den bereits im 17. Jahrhundert bekannten Paulo-Afonso-Fällen, einem Wasserfall, der Paulo-Afonso-Wasserkraftkomplex, ein System von drei Talsperren und fünf Wasserkraftwerken am Rio São Francisco, das der Stromerzeugung dient. Wirtschaftlich stand die Gemeinde 2016 an 19. Stelle der Munizips in Bahia und an 378. Stelle der 5570 Munizips Brasiliens.

## Geographie
Umliegende Gemeinden sind in Bahia die Munizips Santa Brígida, Rodelas, Glória und Jeremoabo, in Alagoas die Gemeinde Delmiro Gouveia und in Sergipe Canindé de São Francisco.
Das Biom ist das Steppenland der Caatinga. Das Territorium ist von Hochebenen und Senken geprägt.

### Klima
Die Gemeinde hat Steppenklima mit wenig Niederschlag, BSh nach der Klimaklassifikation nach Köppen und Geiger. Die Durchschnittstemperatur ist 25,8 °C. Die durchschnittliche Niederschlagsmenge liegt bei 540 mm im Jahr.
|                   | Jan  | Feb  | Mär  | Apr  | Mai  | Jun  | Jul  | Aug  | Sep  | Okt  | Nov  | Dez  |   |      |
| Temperatur (°C)   | 27,5 | 27,6 | 26,6 | 25,5 | 24,4 | 23,4 | 23,3 | 24,2 | 25,7 | 27,1 | 27,8 | 27,0 | Ø | 25,8 |
| Niederschlag (mm) | 49   | 41   | 83   | 66   | 66   | 60   | 51   | 26   | 15   | 8    | 29   | 48   | Σ | 540  |

## Kommunalverwaltung
Die Exekutive liegt bei dem Stadtpräfekten (Bürgermeister). Bei der Kommunalwahl 2016 wurde der ehemalige Bundesabgeordnete für Bahia Luiz de Deus des Partido Social Democrático (PSD) zum Stadtpräfekten für die Amtszeit von 2017 bis 2020 gewählt. Er war bereits 1988 zum Bürgermeister gewählt worden.
Die Legislative liegt bei einem 15-köpfigen gewählten Stadtrat, den vereadores der Câmara Municipal.

## Bevölkerungsentwicklung
| Jahr | Einwohner | Stadt  | Land   |
| --- | --------- | ------ | ------ |
| 1960 | 25.259    | 19.499 | 5.760  |
| 1970 | 46.126    | 38.346 | 7.780  |
| 1980 | 71.137    | 61.965 | 9.172  |
| 1991 | 86.619    | 74.355 | 12.264 |
| 2000 | 96.499    | 82.584 | 13.915 |
| 2010 | 108.396   | 93.404 | 14.992 |
| 2019 | 117.782   | ?      | ?      |
| Die zur Anzeige dieser Grafik verwendete Erweiterung wurde dauerhaft deaktiviert. Wir arbeiten aktuell daran, diese und weitere betroffene Grafiken auf ein neues Format umzustellen. (Mehr dazu) |           |        |        |

Quelle: IBGE (2011)

## Durchschnittseinkommen und Lebensstandard
Das monatliche Durchschnittseinkommen betrug 2017 den Faktor 2,2 des brasilianischen Mindestlohns (Salário mínimo) von R$ 880,00 (Einkommen umgerechnet für 2019: rund 438 € monatlich). Der Index der menschlichen Entwicklung (HDI) ist mit 0,674 für 2010 als im Mittel liegend eingestuft.
2017 waren 16.371 Personen oder 13,6 % der Bevölkerung als fest im Arbeitsverhältnis stehend gemeldet, 43,6 % der Bevölkerung hatten 2010 ein Einkommen von der Hälfte des Minimallohns.
Fast 13.000 Familien erhielten im Oktober 2019 Unterstützung durch das Sozialprogramm Bolsa Família. Das überdurchschnittlich hohe Steuereinkommen durch das Wasserkraftwerk und damit verbundene Produktionsstätten hat geringe Auswirkung auf die sozialen Verhältnisse der Gemeinde.
Das Bruttosozialprodukt pro Kopf betrug 2016 18.910,87 R$, das Bruttosozialprodukt der Gemeinde belief sich 2016 auf 2.267.980,67 Tsd. R$.

## Bildung

### Analphabetenquote
Paulo Afonso hatte 1991 eine Analphabetenquote von 35,9 % (inklusive nicht abgeschlossener Grundschulbildung), die sich bei der Volkszählung 2010 bereits auf 20,6 % reduziert hatte. Rund 25,8 % der Bevölkerung waren 2010 Kinder und Jugendliche bis 15 Jahre.

## Ethnische Zusammensetzung
Ethnische Gruppen nach der statistischen Einteilung des IBGE (Stand 2000 mit 96.499, Stand 2010 mit 108.396 Einwohnern):
| Gruppe      | Anteil 2000 | Anteil 2010 | Anmerkung                        |
| ----------- | ----------- | ----------- | -------------------------------- |
| Pardos      | 54.701      | ▲ 65.785    | Mischrassige, Mulatten, Mestizen |
| Brancos     | 36.397      | ▼ 34.729    | Weiße, Nachfahren von Europäern  |
| Pretos      | 4.503       | ▲ 5.830     | Schwarze                         |
| Amarelos    | 179         | ▲ 1.009     | Asiaten                          |
| Indígenas   | 424         | ▲ 1.043     | indigene Bevölkerung             |
| ohne Angabe | 295         | –           |                                  |

## Söhne und Töchter der Stadt
- Jovina Maria da Conceição Souto (1915–2008), Cangaceira, Mitglied der berüchtigten Bande von Virgulino Ferreira da Silva, genannt Lampião, und Maria Bonita
- Ze Soares (* 1983), Fußballspieler